# 有鈎骨

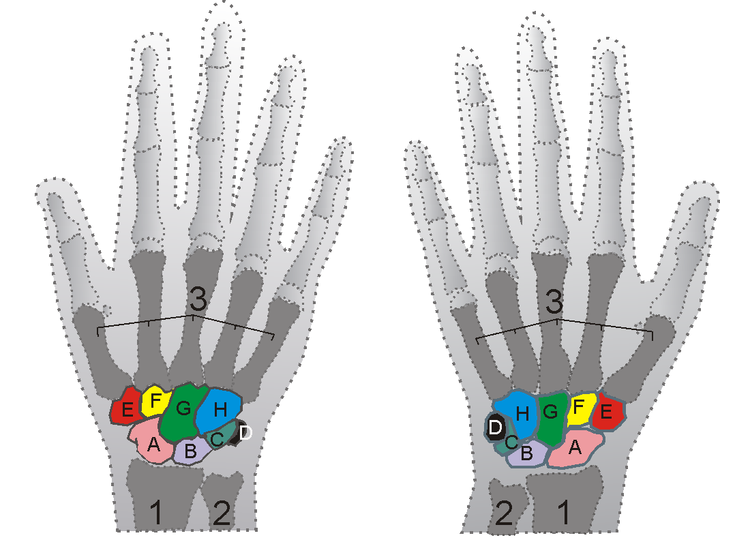
ヒトの有鈎骨（Hで示された青色の部分）

有鈎骨（ゆうこうこつ、有鉤骨）（羅名hamatum　Os,hamatum）とは、四肢動物の前肢を構成する短骨の一つである。
ヒトの有鈎骨は、左右の手に1本ずつ存在し大菱形骨、小菱形骨、有頭骨とともに遠位手根骨を構成している。

## 有鈎骨と関節する骨
- 第4中手骨　第5中手骨　有頭骨　三角骨

## 有鈎骨から起始する筋肉
- 短小指屈筋

## 有鈎骨に停止する筋肉
- 小指対立筋

## 骨折
野球、ゴルフ、テニスなど道具を握るスポーツに骨折が生じやすい。グリップエンドの手に当たる部分への衝撃、手を付いての転倒などが原因となる。また、同じ動作の繰り返しで骨に負荷が掛かり続け、疲労骨折を起こす。野球選手に特に多く、スイングが強いほど衝撃も強くなるため「強打者の職業病」とも言われる。手術は骨を切除する手術を行い、プロ野球選手が骨折した場合は100％が手術を行うとされている。